# Dławik uziemieniowy
Dławik uziemieniowy – niewielka indukcyjność z rdzeniem (pierścień ferrytowy) zapewniającym duże tłumienie, włączona szeregowo do przewodu ochronnego w celu ograniczenia prądów asymetrycznych prawdziwych w zakresie wielkich częstotliwości.